# Strumigenys
Strumigenys – rodzaj mrówek, opisany przez F. Smitha w 1860 r. Obejmuje 164 opisane gatunki.

## Gatunki
- Strumigenys adrasora  Bolton, 1983
- Strumigenys anetes  Brown, 1988
- Strumigenys antaeus  Mann, 1919
- Strumigenys anthocera  Lattke & Goitia, 1997
- Strumigenys arnoldi  Forel, 1913
- Strumigenys bernardi  Brown, 1960
- Strumigenys biolleyi  Forel, 1908
- Strumigenys biroi  Emery, 1897
- Strumigenys bitheria  Bolton, 1983
- Strumigenys boneti  Brown, 1959
- Strumigenys borgmeieri  Brown, 1954
- Strumigenys bryanti  Wheeler, 1919
- Strumigenys buleru  Brown, 1988
- Strumigenys cacaoensis  Bolton, 1971
- Strumigenys carinithorax  Borgmeier, 1934
- Strumigenys chapmani  Brown, 1954
- Strumigenys chernovi  Dlussky, 1993
- Strumigenys chyzeri  Emery, 1897
- Strumigenys cochlearis  Brown, 1988
- Strumigenys consanii  Brown, 1954
- Strumigenys cordovensis  Mayr, 1887
- Strumigenys cosmostela  Kempf, 1975
- Strumigenys cultrigera  Mayr, 1887
- Strumigenys decollata  Mann, 1919
- Strumigenys deltisquama  Brown, 1957
- Strumigenys dextra  Brown, 1954
- Strumigenys disarmata  Brown, 1971
- Strumigenys dolichognatha  Weber, 1934
- Strumigenys doriae  Emery, 1887
- Strumigenys dromoshaula  Bolton, 1983
- Strumigenys dyak  Brown, 1959
- Strumigenys dyshaula  Bolton, 1983
- Strumigenys ebbae  Forel, 1905
- Strumigenys ecliptacoca  Brown, 1958
- Strumigenys elongata  Roger, 1863
- Strumigenys emdeni  Forel, 1915
- Strumigenys emeryi  Mann, 1922
- Strumigenys esrossi  Brown, 1957
- Strumigenys ettillax  Bolton, 1983
- Strumigenys fairchildi  Brown, 1961
- Strumigenys faurei  Arnold, 1948
- Strumigenys feae  Emery, 1895
- Strumigenys ferocior  Brown, 1973
- Strumigenys forficata  Brown, 1959
- Strumigenys formosensis  Forel, 1912
- Strumigenys friedae  Forel, 1915
- Strumigenys frivaldszkyi  Emery, 1897
- Strumigenys godeffroyi  Mayr, 1866
- Strumigenys godmani  Forel, 1899
- Strumigenys grandidieri  Forel, 1892
- Strumigenys guttulata  Forel, 1902
- Strumigenys hastyla  Bolton, 1983
- Strumigenys havilandi  Forel, 1905
- Strumigenys helytruga  Bolton, 1983
- Strumigenys hemichlaena  Brown, 1971
- Strumigenys hemidisca  Brown, 1953
- Strumigenys hindenburgi  Forel, 1915
- Strumigenys hoplites  Brown, 1973
- Strumigenys horvathi  Emery, 1897
- Strumigenys humata  Lattke & Goitia, 1997
- Strumigenys indigatrix  Wheeler, 1919
- Strumigenys interfectiva  Lattke & Goitia, 1997
- Strumigenys irrorata  Santschi, 1913
- Strumigenys jepsoni  Mann, 1921
- Strumigenys juliae  Forel, 1905
- Strumigenys katapelta  Bolton, 1983
- Strumigenys koningsbergeri  Forel, 1905
- Strumigenys korahyla  Bolton, 1983
- Strumigenys kraepelini  Forel, 1905
- Strumigenys lacacoca  Brown, 1959
- Strumigenys lanuginosa  Wheeler, 1905
- Strumigenys lewisi  Cameron, 1886
- Strumigenys liukueiensis  Terayama & Kubota, 1989
- Strumigenys londianensis  Patrizi, 1946
- Strumigenys longispinosa  Brown, 1958
- Strumigenys lopotyle  Brown, 1969
- Strumigenys loriae  Emery, 1897
- Strumigenys louisianae  Roger, 1863
- Strumigenys ludia  Mann, 1922
- Strumigenys lyroessa  Roger, 1862
- Strumigenys mailei  Wilson & Taylor, 1967
- Strumigenys mandibularis  Smith, 1860
- Strumigenys marginiventris  Santschi, 1931
- Strumigenys marleyi  Arnold, 1914
- Strumigenys mayri  Emery, 1897
- Strumigenys mesahyla  Bolton, 1983
- Strumigenys micretes  Brown, 1959
- Strumigenys minutula  Terayama & Kubota, 1989
- Strumigenys mixta  Brown, 1953
- Strumigenys mjoebergi  Brown, 1959
- Strumigenys moczaryi  Emery, 1897
- Strumigenys mokensis  Forel, 1905
- Strumigenys murshila  Bolton, 1983
- Strumigenys nevermanni  Brown, 1959
- Strumigenys nidifex  Mann, 1921
- Strumigenys nigra  Brown, 1971
- Strumigenys nimbrata  Bolton, 1983
- Strumigenys ogloblini  Santschi, 1936
- Strumigenys omalyx  Bolton, 1983
- Strumigenys opaca  Brown, 1954
- Strumigenys pallestes  Bolton, 1971
- Strumigenys paranax  Bolton, 1983
- Strumigenys paranetes  Brown, 1988
- Strumigenys pariensis  Lattke & Goitia, 1997
- Strumigenys perparva  Brown, 1958
- Strumigenys perplexa  Smith, 1876
- Strumigenys petiolata  Bernard, 1953
- Strumigenys philiporum  Brown, 1988
- Strumigenys phytibia  Brown, 1957
- Strumigenys planeti  Brown, 1953
- Strumigenys precava  Brown, 1954
- Strumigenys pretoriae  Arnold, 1949
- Strumigenys princeps  Kempf & Brown, 1969
- Strumigenys producta  Brown, 1953
- Strumigenys prospiciens  Emery, 1906
- Strumigenys quinquedentata  Crawley, 1923
- Strumigenys rectidens  Brown, 1966
- Strumigenys rehi  Forel, 1907
- Strumigenys relahyla  Bolton, 1983
- Strumigenys rogeri  Emery, 1890
- Strumigenys rufobrunea  Santschi, 1914
- Strumigenys rukha  Bolton, 1983
- Strumigenys saliens  Mayr, 1887
- Strumigenys sanctipauli  Kempf, 1958
- Strumigenys sarissa  Bolton, 1983
- Strumigenys scelesta  Mann, 1921
- Strumigenys schmalzi  Emery, 1906
- Strumigenys scotti  Forel, 1912
- Strumigenys shaula  Bolton, 1983
- Strumigenys signeae  Forel, 1905
- Strumigenys silvestrii  Emery, 1906
- Strumigenys sisyrata  Brown, 1968
- Strumigenys smithii  Forel, 1886
- Strumigenys smythiesii  Forel, 1902
- Strumigenys solifontis  Brown, 1949
- Strumigenys spathoda  Bolton, 1983
- Strumigenys spathula  Lattke & Goitia, 1997
- Strumigenys stemonixys  Brown, 1971
- Strumigenys stygia  Santschi, 1913
- Strumigenys sublaminata  Brown, 1959
- Strumigenys sublonga  Brown, 1958
- Strumigenys szalayi  Emery, 1897
- Strumigenys tachirensis  Lattke & Goitia, 1997
- Strumigenys tetraphanes  Brown, 1954
- Strumigenys thomae  Kempf, 1976
- Strumigenys tigris  Brown, 1971
- Strumigenys tococae  Wheeler & Bequaert, 1929
- Strumigenys totyla  Bolton, 1983
- Strumigenys traegaordhi  Santschi, 1913
- Strumigenys trinidadensis  Wheeler, 1922
- Strumigenys trudifera  Kempf & Brown, 1969
- Strumigenys uichancoi  Brown, 1957
- Strumigenys ulcerosa  Brown, 1954
- Strumigenys usbensis  Lattke & Goitia, 1997
- Strumigenys vazerka  Bolton, 1983
- Strumigenys wallacei  Emery, 1897
- Strumigenys wheeleri  Mann, 1921
- Strumigenys wilsoni  Brown, 1969
- Strumigenys xenohyla  Bolton, 1983
- Strumigenys xenos  Brown, 1955
- Strumigenys yaleopleura  Brown, 1988
- Strumigenys yasumatsui  Brown, 1971
- Strumigenys zakharovi  Dlussky, 1993
- Strumigenys zandala  Bolton, 1983